# MIG (groupe)
 (mars 2010).
Si vous disposez d'ouvrages ou d'articles de référence ou si vous connaissez des sites web de qualité traitant du thème abordé ici, merci de compléter l'article en donnant les références utiles à sa vérifiabilité et en les liant à la section « Notes et références ».
Pour les articles homonymes, voir MIG.
MIG est un groupe trip hop d'origine grenobloise qui voit le jour dans les années 2000. L'architecture musicale est organisée autour de la chanteuse Djazia Satour dont la voix est mise en valeur par les sons acoustiques et électroniques de Mathieu Goust et Piero Martin, les deux autres membres du groupe.

## Historique
MIG est né en 1999 sous l'impulsion de Gaël Chatelain et Julien Blanchet qui veut conduire le projet d'un EP mélangeant des influences musicales plutôt trip hop avec du rap. Pour cela ils convient le rappeur Shaolin du groupe Le Monaster et Betoka, jeune rappeur tout juste débarqué du Cameroun pour mener ses études en France. Julien, Gaël et son frère Thierry s'occupent alors de la production.
Tous réunis ils donnent naissance à la rentrée 1999 au premier EP du groupe intitulé MIG. Sur cet EP, on retrouve également le temps d'un morceau nommé Leaving Beth la voix de Djazia Satour, demi-sœur du leader du groupe Gnawa Diffusion. Elle assure également des chœurs sur le morceau Dernières Visions.
Ensuite, de toutes ces personnes réunies uniquement pour ce projet à la base, naquit ce qui est devenu le groupe MIG avec comme seul élément commun Djazia. À noter que Gaël a de nouveau rejoint le groupe le temps de quelques sons sur le dernier album Yamatna.
Très productif, le trio sort un premier maxi (6 titres) éponyme en 2001. Ils réalisent alors les premières de Sinsemilia, de The Cranberries et de Dionysos.
À partir de 2003, ils affirment et affinent leur son pour en faire un mélange de toutes les cultures qui régissent le groupe. Les chants trilingues (anglais, français et arabe) prônent l'amour et la tolérance. C'est dans ces conditions que sort, en 2004, leur premier album intitulé Dhikrayat (qui se vend à plus de 15 000 exemplaires). MIG entame alors une tournée à travers les salles et les festivals de France, ce qui leur permet de se faire connaître sur la scène électronique française.
En 2006, MIG sort un deuxième album, Yamatna, qui reprend les grands axes musicaux du premier album en y ajoutant plus de sonorités arabisantes.
Depuis 2007, MIG n'a plus fait de concerts. Le site officiel précise désormais que le groupe est séparé et que chacun des membres a décidé de se consacrer à d'autres projets musicaux.

## Composition du groupe
- Djazia Satour : chanteuse ;
- Mathieu Goust : batterie, percussions, programmation ;
- Piero Martin : basse, percussions, programmation.

## Discographie

### MIG (1erEP)
1. M.I.G
2. Diatribe de L'Opprobre
3. Novo-Icares
4. Dernières Visions
5. Leaving Beth (Original Version)

### MIG
1. Sad Society Song
2. Wild Djazz
3. Everybody Here Wants you
4. Leaving Beth
5. Sweat
6. S.S.S.

### Dhikrayat
1. Sad Society Song
2. Au nord de mon enfance
3. H'djendjell
4. Concrete jungle
5. Down
6. Badaboom
7. Antipodes
8. Leaving Beth
9. Bright Ball
10. Dhikrayat
11. My Town (Padam)
12. M'nama
13. M'nama (dub)
14. Takaré
15. Let me
16. Mmani

### Yamatna
1. Mother river
2. Butterfly
3. Escale
4. The hunter
5. Street zone
6. Yamatna
7. Wild me
8. Everybody here wants you
9. Grain d'âme
10. Nirane
11. Doll
12. Smoke of lies
13. Alf Lila